# بال‌های سیاه
بال‌های سیاه (لهستانی: Czarne skrzydła) یک فیلم درام لهستانی به کارگردانی چسواف پتلسکی است که در سال ۱۹۶۳ منتشر شد.

## بازیگران
- کاژیمیش اوپالینسکی
- چسواف وویکو
- زجیسواف کارچفسکی
- بئاتا تیشکیه‌ویچ
- تادئوش فی‌یفسکی
- وویچیخ شمیون
- هلنا دامبروفسکا
- یوزف وُدینسکی
- استانیسواف نیوینسکی
- زبیگنیف کوچانوویچ